# Pierre-Jean-Baptiste Nougaret

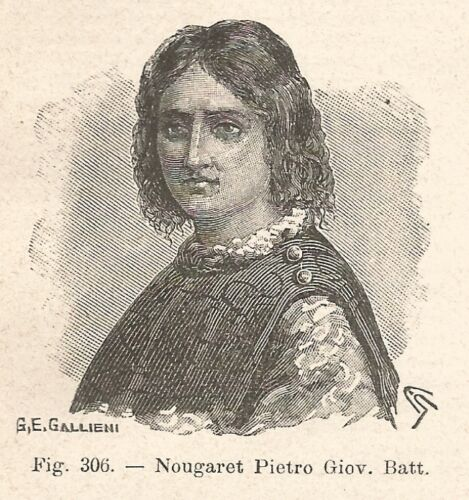
Pierre Jean-Baptiste Nougaret

Pierre-Jean-Baptiste Nougaret (auch: Nogaret; * 16. Dezember 1742 in La Rochelle; † 27. Juni 1823 in Paris) war ein französischer Schriftsteller.

## Leben
Pierre Jean-Baptiste Nougaret schrieb von 1760 bis zu seinem Tod 1823 mehr als 100 Werke, die er dem jeweiligen Zeitgeschmack anzupassen wusste. Vor der Revolution schrieb er in Nachahmung von Restif, Mercier, Laclos und Sade, nachher nutzte er das erwachende Geschichtsbewusstsein für anekdotenzentrierte historische Abhandlungen über die französischen Gefängnisse (1797), die Französische Revolution von 1789 bis 1799 (1803), das Schloss Vincennes (1807), das Spätrömische Reich (1811), England (1811), Deutschland (1812), Spanien und Portugal (1814), Polen (1817), Schweden (1817), Dänemark und Norwegen (1817), Savoyen und Sardinien (1818), Sizilien und Neapel (1818), Paris (1820), Russland (1820), Preußen (1821), Schiffsunglücke (1821) und nicht zuletzt das Christentum (1816), die katholische Kirche (1822) und das Neue Testament (1824).

## Werke (Auswahl)

### (soweit deutsch erschienen)
- Les mille et une folies. Contes français. Duchesne, Amsterdam 1771.
  - (deutsch) Tausend und Eine Thorheit Oder neue französische Erzehlungen in welchen das Lächerliche der heutigen Sitten dieser und andrer Nationen auf eine angenehme und lebhafte Art geschildert wird. Albrecht Friedrich Bartholomäi, Ulm 1772. (übersetzt von Christoph Heinrich Korn)
- Les astuces de Paris. 1775.
  - (deutsch) Spitzbübereyen von Paris in Erzählung der unglücklichen Schicksale eines Provinzbewohners und seiner Schwester, während ihres Aufenthalts daselbst. Kaven, Altona 1797.
- Les faiblesses d’une jolie femme ou mémoires de Madame de Vilfranc. 1779.
  - (deutsch) Die Schwachheiten einer artigen Frau oder Denkwürdigkeiten der Madam von Vilfrance, so wie sie solche selbst geschrieben. Pauli, Berlin 1920. Heyne, München 1977.
  - Die Denkwürdigkeiten der Madame von Vilfranc. Moewig, München 1981.
  - Die Liebesabenteuer einer artigen Frau. Die Amouren der Madame von Vilfranc. Tosa, Wien 2006.
- Les Méprises, Ou Les Illusions Du Plaisir. Lettres Du Comte D’Orabel, Pour Servir A L’Histoire De Sa Vie. 1780.
  - (deutsch) Die Irrthümer oder die Täuschungen des Vergnügens in Briefen des Grafen von Orabel welche sein Leben enthalten. 2 Bde. Korn, Breslau 1781.
- Honorine Clarins. Histoire américaine. 1792.
  - (deutsch) Honorine Clarins. Eine Geschichte aus dem amerikanischen Unabhängigkeitskriege. Montag und Weiß, Regensburg 1793. (übersetzt von Albrecht Christoph Kayser)
- Beautés de l’histoire de Russie, contenant tout ce qu’il y a de plus curieux et de plus remarquable dans les annales de cette nation, depuis le neuvième siècle jusqu’au règne de Catherine II inclusivement. 1819.
  - (deutsch) Das Merkwürdigste aus der russischen Geschichte. Nach dem Französischen frei bearbeitet und mit vielen Zusätzen vermehrt von H. F. Eisenbach. 2 Bde. Laupp, Tübingen 1820.

### Weitere Werke
- De l’art du théâtre où il est parlé des differents genres de spectacles et de la musique adaptée au théâtre. 1769. Slatkine, Genf 1971.
- Beautés et merveilles du christianisme, offrant ce qu’il y a de plus intéressant dans la vie des apôtres, des pères du désert, des martyrs, des souverains pontifes. Le Prieur, Paris 1816, 1825.
- Beautés de l’histoire ecclésiastique. A. Eymery, Paris 1822.
- Beautés de l’histoire du Nouveau Testament contenant la vie de Jésus-Christ. A. Eymery, Paris 1824.